# Académie du disque lyrique
L'Académie du disque lyrique est une association française créée en 1958 par un groupe de musicologues, journalistes et de spécialistes de l'enregistrement sonore.
Chaque année, l'Académie décerne des Grands Prix du disque lyrique symbolisés par des Orphées d'Or, réalisés d'après une maquette conçue par Paul Landowski, destinés à récompenser les meilleurs enregistrements dans le domaine lyrique, actuellement - sur CD ou DVD.
La devise de l’Académie est Encourager et construire.
La dernière cérémonie a eu lien en 2018 (pour les enregistrements de 2017), 60 ans après la création de l'association.

## Composition
Elle est composée d'une cinquantaine de membres cooptés, spécialisés dans les domaines de la critique musicale, de l'enregistrement sonore et de la vie culturelle.
Le dernier président a été le journaliste Clément Guérard (dit Clym, décédé en 2021). Pierre Bergé (décédé en 2017) en était président d'honneur. Chaque année, il décerne aux lauréats les Orphées d'Or lors d'une cérémonie au Théâtre du Châtelet ou à l’Opéra Bastille. Parmi ses vice-présidents on compte Stéphane Blet.

## Palmarès des dernières éditions

### Palmarès des Orphées d'Or 2008
- Orphée d'Or du meilleur interprète : Max Emanuel Cencic pour Rossini Opera Arias & Overtures - CD Virgin Classics.
- Orphée d'Or pour le livre-disque Jérusalem. La Ville des deux Paix: La Paix céleste et la Paix terrestre: Jordi Savall - Alia Vox.
- Orphée d'Or du lyrique en images : Jeanne d'Arc au bûcher de Arthur Honegger, Orchestre national de Montpellier, Sylvie Testud, Eric Ruff, direction Alain Altinoglu, mise en scène de Jean-Paul Scarpitta - DVD Accord/Universal Music.

### Palmarès des Orphées d'Or 2009
- Orphée d'Or pour l'enregistrement de Missae Breves, BWV 234 & 235 de Johann Sebastian Bach par l'ensemble Pygmalion, dirigé par Raphaël Pichon - CD Alpha Records.
- Orphée d'Or pour l'enregistrement de Membra Jesu Nostri de Dietrich Buxtehude par La Chapelle Rhénane, dirigée par Benoît Haller - CD K617.
- Orphée d'Or du projet discographique inédit : Motets & Madrigaux de Peter Philips par La Capella Mediterranea, dirigée par Leonardo Garcia Alarcon - CD Ambronay Records.
- Orphée d’Or pour l'enregistrement de Songs de Guy Sacre avec Billy Eïdi, Florence Katz et Jean-François Gardeil - CD Timpani.

### Palmarès des Orphées d'Or 2010
- Orphée d'Or du lyrique en images: Eugène Onéguine de Tchaïkovski par le Metropolitan Opera de New York, dir. Valery Gergiev, mise en scène Robert Carsen - DVD Decca/Universal.
- Orphée d'Or du meilleur interprète : le contre-ténor Max Emanuel Cencic pour ses arias de Rossini avec l'Orchestre de chambre de Genève - CD Virgin Classics/EMI.
- Orphée d'Or pour l'ensemble de sa carrière discographique et théâtrale : Mady Mesplé.
- Orphée d'Or du meilleur enregistrement de musique française : Un flot d'astres frissonne par le Chœur Calliope - CD Calliope.
- Orphée d'Or du meilleur enregistrement de musique lyrique contemporaine : Jeanne d'Arc au bûcher de Arthur Honegger par l'Orchestre national de Montpellier - DVD Accord/Universal.
- Orphée d'Or de la meilleure interprète de mélodies : Françoise Masset dans Les Compositeurs de Marceline Desbordes-Valmore - CD Solstice.

### Palmarès des Orphées d'Or 2011
- Orphée d'Or de la meilleure initiative lyrique audiovisuelle : Katia Kabanova de Janáček, direction musicale Jiří Bělohlávek, mise en scène Robert Carsen - DVD FRA Production.
- Orphée d'Or consacrant les débuts d’une jeune carrière discographique : Julia Lezhneva pour l’enregistrement Gioachino Rossini - Songs, avec Sinfonia Varsovia, Chœur de l'Opéra de Chambre de Varsovie, direction Marc Minkowski - CD Naïve.
- Orphée d'Or pour Opera Omnia Vol. 4: Communiones Totius Anni 1611 de Mikołaj Zieleński: Joel Frederiksen, direction Stanisław Gałoński - CD Dux/DistrArt.

### Palmarès des Orphées d'Or 2012
- Orphée d'Or de la meilleure interprète : Patricia Petibon dans Lulu d'Alban Berg dirigée par Michael Boder - DVD Deutsche Grammophon.
- Orphée d'Or pour Tragédiennes de Véronique Gens, avec Les Talens lyriques, direction Christophe Rousset - CD Erato.
- Orphée d'Or pour l'album de musique française Poèmes de Renée Fleming, œuvres de Maurice Ravel, Olivier Messiaen, Henri Dutilleux, avec Alan Gilbert et l’Orchestre national De France, Seiji Ozawa et l'Orchestre Philharmonique de Radio France - CD Decca.
- Orphée d'Or pour l’enregistrement de Kindertotenlieder et Lieder eines fahrenden Gesellen de Gustav Mahler: Sara Mingardo - CD Eloquentia.
- Orphée d'Or pour le meilleur enregistrement de musique du patrimoine historique décerné à Rachid Ben Abdeslam  et l'ensemble  Lacrimae Consort pour un intitulé:  Il Jadin Oscuro / Chants d'orient et d'occident.- CD SM Musique

### Palmarès des Orphées d'Or 2013
- L'Orphée d'Or de la meilleure initiative discographique honorant un compositeur français est décerné à l’enregistrement L’Etranger de Vincent d’Indy avec les chœurs de Radio France et l’Orchestre national de Montpellier dirigés par Lawrence Foster - CD Accord[5].
- L'Orphée d'Or du meilleur enregistrement de musique honorant un compositeur étranger est décerné à Artaserse de Leonardo Vinci avec Philippe Jaroussky, Max Emanuel Cenčić et le Concerto Köln dirigés par Diego Fasolis - CD Virgin Classics.
- L'Orphée d'Or destiné à récompenser un heldentenor est décerné à Jonas Kaufmann pour son album Richard Wagner avec l’orchestre du Deutschen Oper Berlin dirigé par Donald Runnicles - CD Decca.
- Un Orphée d'Or spécial est décerné à Ludovic Tézier pour son interprétation dans l’opéra Il pirata de Vincenzo Bellini avec le London Philharmonique dirigé par David Paray - CD Opera Rara.
- Une mention spéciale pour Leyla Gencer pour l'édition du livre disque publié par les Éditions Bleu Nuit - 1 Livre Disque

### Palmarès des Orphées d'Or 2014
- L’Orphée du Prestige lyrique de L’Europe est décerné à la production du Festival international d'art lyrique d'Aix-en-Provence de l’opéra Elektra de Richard Strauss en hommage à Patrice Chéreau pour sa mise en scène - CD Bel Air Classiques.
- L’Orphée de la meilleure interprétation est décerné ex aequo à Troy Cook pour son rôle de Lusignano dans Caterina Cornaro avec l’Orchestre de la BBC dirigé par David Parry - Opera Rara ainsi qu'à Peter Mattei pour son rôle d’Amfortas dans Parsifal production du Metropolitan Opera, dirigé par Daniele Gatti - CD Sony Classical.
- L'Orphée d'Or destiné à récompenser le meilleur enregistrement incluant des airs Mozartiens est décerné à Olga Peretyatko pour l’enregistrement Arabesque avec le NDR Sinfonieorchester, dirigé par Enrique Mazzola - CD Sony Classical.
- L'Orphée d'Or destiné à récompenser une carrière exceptionnelle et discographique est décerné à Placido Domingo à l’occasion de la sortie du coffret de ses enregistrements Verdiens - CD Sony Classical.
- L'Orphée d'Or pour la valorisation du patrimoine musical français des XVIe au XVIIIe siècles est décerné à Phaéton de Jean Baptiste Lully, direction Christophe Rousset - CD Aparte.

### Palmarès des Orphées d'Or 2015
- Prix Prestige Lyrique - L’Orphée du Prestige Lyrique est décerné à Ewa Podleś pour son récital avec le pianiste Garrick Ohlsson - DVD Dux.
- Prix Georg Solti - L'Orphée consacrant une jeune carrière discographique est décerné à Sonya Yoncheva pour l'enregistrement "Paris mon amour" avec l'Orchestre Communitat Valenciana dirigé par Frédéric Chaslin - CD Sony.
- Prix Mado Robin - L'Orphée du mérite lyrique est décerné à Patricia Petibon pour l'enregistrement "La Belle Excentrique" avec Susan Manoff - CD Deutsche Grammophon.
- Prix Gabriel Dussurget - L'Orphée est décerné à Anna Netrebko pour l'enregistrement "Iolanta" de Piotr Ilyich Tchaikovski avec Slovenian Philharmonic Orchestra et le Chamber Choir dirigés par Emmanuel Villaume - 2 CD Deutsche Grammophon.
- Prix Victoria de Los Angeles - L’Orphée destiné à récompenser une jeune carrière prometteuse est décerné à Mariam Sarkissian pour l'enregistrement "Tristesse des choses" avec le pianiste Artur Avanesov - CD Suoni e Colori.
- Prix de la Création Lyrique - L’Orphée est décerné à l’enregistrement "Siroe Re di Persia" de Johann Adolf Hasse, avec Max Emanuel Cencic, Julia Lezhneva et l’Armonia Atenea" dirigé par George Petrou - DVD Decca.

### Palmarès des Orphées d'Or 2016
Il y a eu 26 récompenses et un Orphée d'Or d'Honneur, décernés lors d'une soirée le 24 juin 2016 au Théâtre du Châtelet.
- Prix Prix Charles Munch : Prestige Lyrique de l’Europe - L’Orphée est décerné au Label Dynamic pour trois volumes des archives de la Scala de Milan - 3 dvd The Golden years, Teatro alla Scala
- Prix Georg Solti : Début ou confirmation d’une jeune carrière discographique - L’Orphée est décerné à Rupert Charlesworth, ténor, pour l’ enregistrement Nocturnes avec Edwige Herchenroder, Piano - 1 cd Zig-Zag Territoires, Outhere distribution
- Prix Mado Robin : Meilleure cantatrice ou chanteur de langue française - L’Orphée est décerné à Julie Fuchs pour l’enregistrement "Yes!" avec l’Orchestre national de l’Opéra de Lille dirigé par Samuel Jean - 1 cd Deutsche Grammophon distribué par Universal
- Prix du Patrimoine Baroque Français - L’Orphée est décerné à l’enregistrement : Motets pour une princesse par l’Ensemble Marguerite Louise dirigé par Gaétan Jarry - 1 cd L’Encelade
- Prix Olivier Messiaen : Meilleur enregistrement chant choral - L’Orphée est décerné à l’enregistrement Guillaume Dufay : Messes à teneur de Guillaume Dufay dirigées par Jesse Rodin - 1 cd Musique en Wallonie
- Prix Hector Berlioz : Meilleur enregistrement de musique sacrée - L’Orphée est décerné à l’enregistrement : Missa Solemnis de Ignaz Ritter Von Seyfried dirigée par Mieczyslaw Gniady - 1 cd Dux
- Prix Francesco Cavalli : Meilleure initiative discographique honorant un compositeur étranger - L’Orphée est décerné à l’enregistrement A.Ginastera : The vocal album avec Anna Maria Martinez et Placido Domingo - 1 cd Warner Classics
- Prix Claudio Monteverdi : Meilleur enregistrement polyphonique - L’Orphée est décerné à l’enregistrement Le Temple et le Désir : Domenico Mazzocchi dirigé par Gabriel Garrido - 1 cd K617 distribué par Harmonia Mundi
- Prix "Grandes Voix Humaines" Henry Jacqueton - L’Orphée est décerné à Matthias Goerne pour son interprétation de Wotan Das Rheingold de Richard Wagner avec le Hong Kong Philharmonie orchestra dirigé par Jaap Van Zweden - 2 cd Naxos distribué par Outhere
- Prix Gabriel Fauré : Meilleur interprète de mélodies - L’Orphée est décerné à Tassis Christoyannis, baryton, pour l’enregistrement Benjamin Godard : Mélodies avec Jeff Cohen, piano - 1 cd Aparte distribué par Harmonia Mundi
- Prix Jules Massenet : Meilleure initiative discographique honorant un compositeur Français - L’Orphée est décerné à l’enregistrement : Les amoureuses sont des folles, Mélodies de Jules Massenet avec Sir Richard Bonynge, Sally Silver, Christine Tocci - 1 cd Somm Recordings
- Prix de la SACD : Meilleure interprète de musique lyrique contemporaine - L’Orphée est décerné à Joanna Freszel, soprano, pour l’ album Real Life Song - 1cd Dux
- Prix Arturo Toscanini : Meilleur enregistrement d’un compositeur étranger - L’Orphée est décerné à l’enregistrement d'Aïda, de Giuseppe Verdi, avec Anja Harteros, Jonas Kaufmann, Ludovic Tézier et l’orchestre de l’Académie Nationale de Santa Cecilia dirigé par Antonio Pappano - 3 cds Warner Classics
- Prix Michel Garcin : Meilleure initiative discographique - L’Orphée est décerné à l’enregistrement des Mélodies d’Henri Dutilleux avec François Le Roux, Valérie Condolucci et Olivier Godin, piano - 1 cd Passavent
- Prix Albert Roussel : Meilleur enregistrement d’un compositeur français - L’Orphée est décerné ex aequo aux enregistrements : La Colombe de Charles Gounod avec le Hallé Orchestra dirigé par Sir Mark Elder - 2 cd Opera Rara et L’Aiglon d’Arthur Honegger et Jacques Ibert avec l’Orchestre symphonique de Montréal dirigé par Kent Nagano - 2 cd Decca distibué pas Universal
- Prix Jacques Offenbach/ Guy Lafarge : Meilleur enregistrement d’opéra-bouffe - L’Orphée est décerné à l’enregistrement Le Pré aux clercs de Ferdinand Herold avec le chœur et orchestre Radio-Lyrique dirigé par Robert Benedetti et Jésus Etcheverry - 2 cd Malibran
- Prix Bruno Walter : Meilleure direction d’orchestre - L’Orphée est décerné à l’enregistrement : Ferenc Fricsay : Complete recordings on Deutsche Grammophon - 1 coffret de 37 cd Deutsche Grammophon distribué par Universal
- Prix Bayreuth/ Wolfgang Wagner : Meilleur enregistrement wagnérien - L’Orphée est décerné à l’enregistrement : Das Rheingold de Richard Wagner avec le Hong Kong Philharmonie orchestra dirigé par Jaap Van Zweden - 2 cd Naxos distribué par Outhere
- Prix de la SACEM : Meilleur enregistrement de Musique Lyrique Contemporaine - L’Orphée est décerné à l’enregistrement : Oedipe sur la route de Pierre Bartholomée avec l’orchestre symphonique et les choeurs de La Monnaie dirigés par Daniele Gallegari - 2 cd Evidence
- Prix Gabriel Dussurget : Meilleur enregistrement Mozart - L’Orphée est décerné à Dorothea Röschmann pour l’enregistrement Mozart Arias avec le Swedish radio Symphony Orchestra dirigé par Daniel Harding - 1 cd Sony
- Prix Elizabeth Schwarzkopf : Meilleure interprète de lieder - L’Orphée est décerné à Sabina Von Walther pour l’enregistrement Ludwig Thuille und Richard Strauss : Lieder avec Helmut Deutsch, piano - 1cd Dux
- Prix Leyla Gencer : Encouragment à une jeune cantatrice - L’Orphée est décerné à Deniz Uzun, Mezzo-soprano
- Prix François Reichenbach : « Lyrique en images » - L’Orphée est décerné à l’ Opéra Rusalka, d’Antonin Dvorak, avec Renée Fleming et l’ Orchestre du Metropolitan opera dirigé par Yannick Nézet-Séguin - 1 dvd Decca distribué par Universal
- Prix Joseph Losey : Meilleure initiative lyrique audiovisuelle - L’Orphée est décerné au dvd : An evening with Puccini avec Jonas Kaufmann - 1 dvd Sony
- Prix Herbert von Karajan : Carrière discographique et théâtrale exceptionnelle - L’Orphée est décerné au coffret Elizabeth Schwarzkopf : The complete Récitals - 31 cd Warner Classics
- Prix du Président - L’Orphée est décerné aux deux coffrets : The Leonard Bernstein collection - 2 Volumes : Deutsche Grammophon distribué par Universal
- Un Orphée d'Or d'Honneur a été décerné le 12 juin 2016 à Teresa Berganza, afin de couronner sa carrière exceptionnelle.

### Palmarès des Orphées d'Or 2017
15 prix ont été décernés, lors d'une cérémonie en mars 2018,.
- Prix Pierre Bergé « Meilleur récital lyrique ou prix de l’excellence » - Récital d'Aida Garifullina avec l’ORF Radio-Symphonie orchester Wien dirigé par Cornelius Meister - 1 cd Decca  distribué par Universal
- Prix du « Patrimoine Baroque Français » - Armide de Jean-Baptiste Lully dirigé par Christophe Rousset avec « les Talents Lyriques » - 2 cds Aparte
- Prix Dietrich Fischer-Dieskau « Meilleur interprète de Lieder » - Heimat – Benjamin Appl - 1 cd Sony Classical
- Prix Claudio Monteverdi « Meilleur enregistrement polyphonique » - O dolce il moi tesoro, Carlo Gesualdo - 1 cd Phi distribué par Outhere
- Prix Michel Garcin « Meilleure initiative discographique » - Brahms, Lieder und Liebeslieder Walzer - 1 cd Deutsch Grammophon distribué par Universal
- Prix « Grandes voix humaines , Henry Jacqueton » - Recital Haendel de Sonya Yoncheva - 1 cd Sony Classical
- Prix Arturo Toscanini «Meilleur enregistrement d’un compositeur étranger » - Riders to the Sea de Ralph Vaughan Williams, At the Boar’s Head de Gustav Holst – 2 cds Dux
- Prix Georg Solti « Premier Récital discographique » - Marianne Crebassa, Oh, Boy ! - 1 cd Warner Classics/Erato
- Prix Giuseppe Verdi « Meilleur enregistrement Verdien » - Coffret Riccardo Muti Giuseppe Verdi - Un coffret Warner Classics/Erato
- Prix François Reichenbach/SACEM «Meilleur enregistrement audiovisuel de musique contemporaine » - Stilles meer de Toshio Hosokawa - 1 Dvd Euroarts distribué par Warner Classics/Erato
- Prix Jules Massenet « Meilleur initiative honorant un compositeur français » - Maurice Ravel : L’Enfant et les sortilèges, Claude Debussy : L’Enfant prodigue avec Roberto Alagna, Sabine Devieilhe et le Choeur, Maîtrise et Orchestre Philharmonique de Radio France dirigé par Mikko Franck - 2 cds Warner Classics/Erato
- Prix Georges Thill « Meilleur interprète Ténor » - Yann Beuron, Mélodies avec Orchestre de Camille Saint-Saëns - 1 cd Alpha
- Prix du « Prestige Lyrique de l’Europe » - Complete Studio Recordings on Deutsche Grammophon, Fritz Wunderlich - Un coffret Deutsche Grammophon distribué par Universal
- Prix Bayreuth « Meilleur interprète d’un enregistrement Wagnérien » - Matthias Goerne, Die Walküre avec L’Orchestre de Honk-Kong dirigé par Jaap van Zweden - 4 cds Naxos distribué par Outhere
- Prix J.Losey « Meilleure initiative lyrique audiovisuelle et Mise en scène » - Katharina Wagner pour Tristan und Isolde, Orchester der Bayreuther Festspiele dirigé par Christian Thielemann - 1 Dvd Deutsch Grammophon distribué par Universal